# Philyra nishihirai
Philyra nishihirai is een krabbensoort uit de familie van de Leucosiidae. De wetenschappelijke naam van de soort is voor het eerst geldig gepubliceerd in 1991 door Takeda & Nakasone.